# Lonicera deleiensis
Lonicera deleiensis är en kaprifolväxtart som beskrevs av C. E. C. Fischer och Kaul. Lonicera deleiensis ingår i släktet tryar, och familjen kaprifolväxter. Inga underarter finns listade i Catalogue of Life.